# Andrew George
Andrew R. George, född 1955, är en brittisk assyriolog och professor i babyloniska. Han är mest känd för att ha utgivit Gilgamesh, både i engelsk översättning, och i textkritisk utgåva, som återger originalspråken med kilskrift.